# Nowy Mikielnik

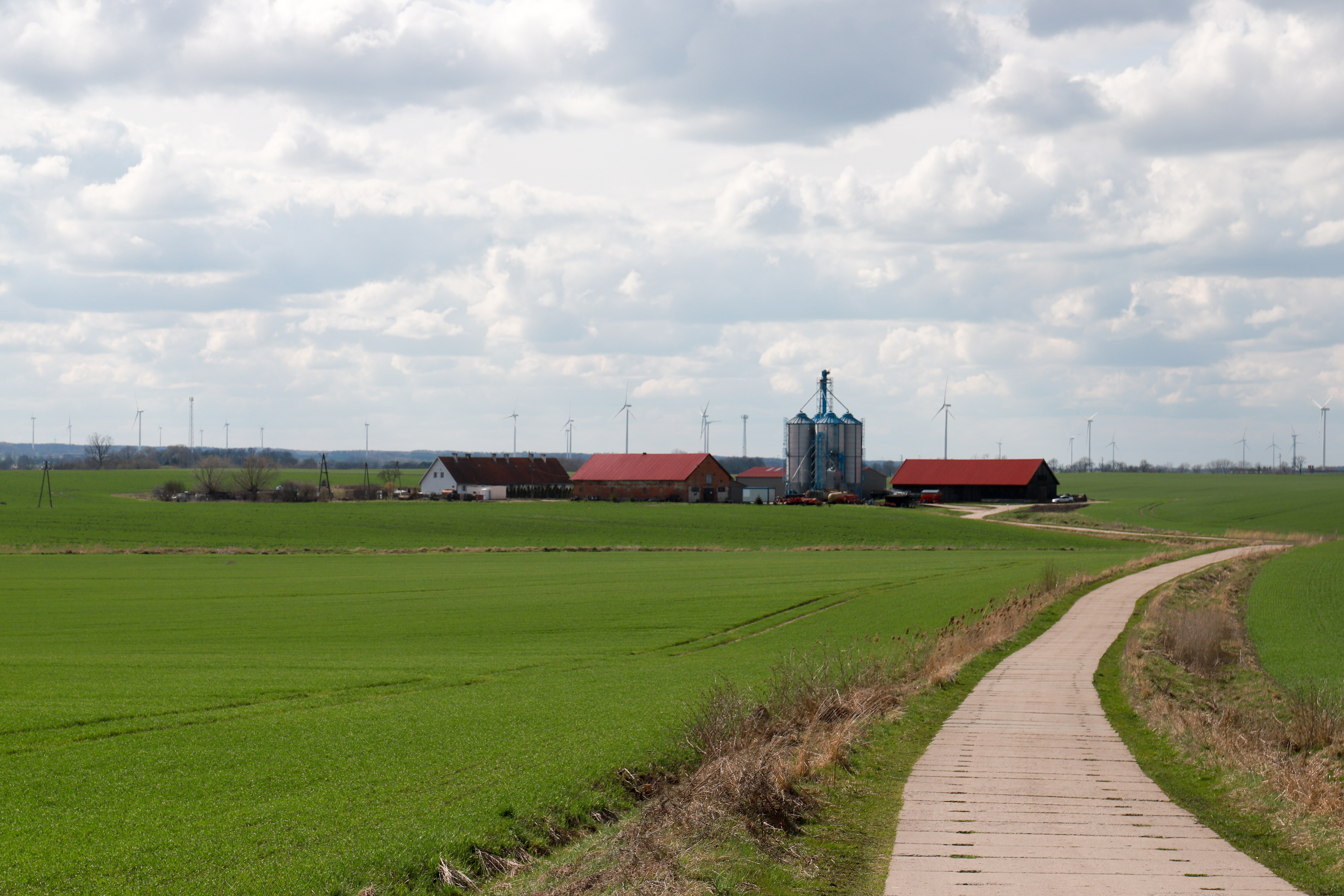
Nowy Mikielnik (2023)

Nowy Mikielnik (deutsch Neu Mickelnick) ist ein Ort in der polnischen Woiwodschaft Ermland-Masuren. Er gehört zur Gmina Kętrzyn (Landgemeinde Rastenburg) im Powiat Kętrzyński (Kreis Rastenburg).

## Geographische Lage
Nowy Mikielnik liegt in der nördlichen Mitte der Woiwodschaft Ermland-Masuren, sieben Kilometer nordwestlich der Kreisstadt Kętrzyn (deutsch Rastenburg).

## Geschichte
Das vor 1820 als „Mickelnick B“ bezeichnete Vorwerk war bis 1945 ein Wohnplatz in der Gemeinde Podlacken (polnisch Podławki). Im Jahre 1785 bestand der Ort Mickelnick aus zwei adligen Gütern und einem köllmischen Dorf mit insgesamt 16 Feuerstellen bei zwei bürgerlichen Besitzern und mit dem König als Gerichtsoberen für das Dorf. Im Jahre 1820 war Mickelnick im ostpreußischen Kreis Rastenburg in drei kommunale Einheiten aufgeteilt:
- Mickelnick A = adliges und köllmisches Vorwerk mit vier Feuerstellen bei 33 Einwohnern, polnisch: Stary Mikielnik
- Mickelnick B = adliges Gut mit einer Feuerstelle bei 18 Einwohnern, polnisch Nowy Mikielnik
- Mickelnick C = köllmisches Gut mit drei Feuerstellen bei 40 Einwohnern, kein polnischer Name bekannt.

Aufgrund der Abtretung des gesamten südlichen Ostpreußen 1945 in Kriegsfolge an Polen erhielt Neu Mickelnick die polnische Namensform „Nowy Mikielnik“. Der Ort ist heute Teil der Landgemeinde Kętrzyn (Rastenburg) im Powiat Kętrzyński (Kreis Rastenburg), von 1975 bis 1998 der Woiwodschaft Olsztyn, seither der Woiwodschaft Ermland-Masuren zugehörig.

## Kirche
Bis 1945 war Neu Mickelnick in die evangelische Kirche Lamgarben (polnisch Garbno) in der Kirchenprovinz Ostpreußen der Kirche der Altpreußischen Union, außerdem in die römisch-katholische St.-Katharinen-Kirche Rastenburg (polnisch Kętrzyn) im Bistum Ermland eingepfarrt.
Heute gehört Nowy Mikielnik katholischerseits zur Pfarrei in Garbno (Lamgarben) im Erzbistum Ermland, evangelischerseits zur Johanneskirche Kętrzyn (Rastenburg) in der Diözese Masuren der Evangelisch-Augsburgischen Kirche in Polen.

## Verkehr
Nach Nowy Mikielnik führt von Podławki (Podlacken) aus eine Straßendirektverbindung. Der Ort verfügt über keinen Bahnanschluss.